# Michael McFaul
Michael McFaul, född 1 oktober 1963 i Glasgow i Montana, är en amerikansk diplomat och professor. Han var USA:s ambassadör i Ryssland 2012–2014. Han är professor i statsvetenskap vid Stanford University.
McFaul höll en synlig profil i sociala medier under sin tid som ambassadör men blev kritiserad för sin diplomati.
År 2015 blev McFaul hedersdoktor vid Montana State University.